# Vegby
Vegby är en tätort i Ulricehamns kommun i Västra Götalands län. Vegby ligger vid Sämsjön.
Tätorten har en av Sveriges minsta rondeller med en diameter på runt 3 meter

## Befolkningsutveckling
| Befolkningsutvecklingen i Vegby 1960–2020 | Befolkningsutvecklingen i Vegby 1960–2020 | Befolkningsutvecklingen i Vegby 1960–2020 | Befolkningsutvecklingen i Vegby 1960–2020 | Befolkningsutvecklingen i Vegby 1960–2020 |
| ----------------------------------------- | ----------------------------------------- | ----------------------------------------- | ----------------------------------------- | ----------------------------------------- |
|                                           |                                           |                                           |                                           |                                           |
| År                                        |                                           |                                           | Folkmängd                                 | Areal (ha)                                |
| 1960                                      | 1960                                      |                                           | 328                                       |                                           |
| 1965                                      | 1965                                      |                                           | 423                                       |                                           |
| 1970                                      | 1970                                      |                                           | 548                                       |                                           |
| 1975                                      | 1975                                      |                                           | 643                                       |                                           |
| 1980                                      | 1980                                      |                                           | 631                                       |                                           |
| 1990                                      | 1990                                      |                                           | 607                                       | 81                                        |
| 1995                                      | 1995                                      |                                           | 585                                       | 81                                        |
| 2000                                      | 2000                                      |                                           | 531                                       | 80                                        |
| 2005                                      | 2005                                      |                                           | 518                                       | 80                                        |
| 2010                                      | 2010                                      |                                           | 549                                       | 80                                        |
| 2015                                      | 2015                                      |                                           | 575                                       | 93                                        |
| 2020                                      | 2020                                      |                                           | 597                                       | 97                                        |
|                                           |                                           |                                           |                                           |                                           |

## Idrott
Vegby är hemvist för Vegby Sportklubb (VSK). VSK håller till på Sämshov.